# Dirichletova funkce
Dirichletova funkce je funkce, která je definovaná na oboru všech reálných čísel a přitom není spojitá v žádném bodě. Nabývá hodnoty 1, pokud je argumentem racionální číslo, nebo 0, pokud je argumentem iracionální číslo.

## Definice a graf

Náznak grafu Dirichletovy funkce.

Dirichletova funkce {\displaystyle D(x)} je definována následujícím předpisem:
{\displaystyle D(x):={\begin{cases}1,&{\mbox{pokud}}\ x\ \in \mathbb {Q} \\0,&{\mbox{pokud}}\ x\ \in \mathbb {R} -\mathbb {Q} \end{cases}}}
Náznak grafu Dirichletovy funkce je znázorněn na obrázku vpravo. Skutečný graf této funkce nelze žádným způsobem nakreslit ani si ho představit, což vedlo mnohé matematiky zejména v 19. století k pochybám, zda Dirichletova funkce je skutečně funkcí či jakousi "příšerou", která nepatří do matematiky. Dnes již matematika zcela bez námitek uznává i funkce mnohem podivnější.

## Alternativní definice
Dirichletovu funkci lze také zapsat pomocí limitní formulace:
{\displaystyle D(x):=\lim _{m\rightarrow \infty }\lim _{n\rightarrow \infty }\cos ^{2n}(m!\pi x)}
Tato formulace využívá rozdílného chování výrazu {\displaystyle \cos ^{2n}(m!\pi x)} pro racionální a iracionální hodnoty {\displaystyle x}:
- Pokud je {\displaystyle x\in \mathbb {Q} }, tedy {\displaystyle x={\frac {p}{q}}}, pak pro dostatečně velké {\displaystyle m} platí, že {\displaystyle m!\cdot x\in \mathbb {Z} }. V takovém případě je {\displaystyle \cos(m!\pi x)=\pm 1}, a tedy {\displaystyle \cos ^{2n}(m!\pi x)\to 1}.

- Pokud je naopak {\displaystyle x\in \mathbb {R} \setminus \mathbb {Q} }, pak {\displaystyle m!\cdot x\notin \mathbb {Z} } pro žádné {\displaystyle m}, takže {\displaystyle \cos(m!\pi x)} osciluje v intervalu {\displaystyle (-1,1)}, a tudíž {\displaystyle \cos ^{2n}(m!\pi x)\to 0}.

## Vlastnosti
Dirichletova funkce:
- není spojitá v žádném bodě[1]
- nemá dokonce v žádném bodě limitu a to ani jednostrannou[1]
- není monotónní na žádném intervalu ani v žádném bodě[1]
- nabývá maxima v každém racionálním bodě a minima v každém iracionálním bodě
- na žádném intervalu pro ni není definován Newtonův[2] ani Riemannův integrál
- Lebesgueův integrál a Kurzweilův integrál přes libovolný interval je roven 0